# 大般若波羅蜜多経
『大般若波羅蜜多経』（だいはんにゃはらみったきょう）とは、唐代に玄奘が大乗仏教の基礎的教義が書かれている長短様々な「般若経典」を集大成した仏典。通称は『大般若経』（だいはんにゃきょう）で、『般若経』（はんにゃぎょう）と略称することもある。全16部（会）600巻に及ぶ膨大な経典群である。大正蔵220。

## 沿革
般若経典は150年頃に現在の形の原形が成立し、サンスクリット文字にて文書化され、以後長短様々な般若経典へと発展していったとされる。
645年、玄奘が西域から帰国、太宗から持ち帰った経典群の翻訳の勅許を得、長安 弘福寺に住し翻訳に取り掛かる。更に玄奘自ら翻訳の指揮を取り、『大般若波羅蜜多経』は660年正月に漢訳開始し、4年の歳月を掛けて663年10月に訳了した。
この漢訳は広く日本にも伝えられており、現在日本国内の各寺院に保存されている大般若経はこれである。ただし、この『大般若波羅蜜多経』のサンスクリット本は残存していない。
なお、この膨大な教典を300余文字に要約したものが『般若心経』であるという説があるが、『大般若波羅蜜多経』には般若心経そのものは含まれておらず定説はない。ただし古来類似した部分があることは知られているが、この部分は鳩摩羅什訳『摩訶般若波羅蜜経』の該当部分の方が般若心経のテキストに近いので『般若心経』偽経説の根拠の1つとなっている。
玄奘が『般若心経』を翻訳したのは 649年5月とされており『大般若波羅蜜多経』の漢訳期間より二十数年も前である。

## 構成
全16部（会）275分600巻の構成は、以下の通り。
- 初会 全79分 （1-400巻） - 『十万頌般若経』（サイズは近いが対応は明確でない）
- 第二会 全85分 （401-478巻） - 『二万五千頌般若経』（鳩摩羅什訳『摩訶般若波羅蜜経』（大品般若経）に相当するも末尾常啼菩薩品以降略）
- 第三会 全31分 （479-537巻） - 『一万八千頌般若経』
- 第四会 全29分 （538-555巻） - 『八千頌般若経』（鳩摩羅什訳 小品摩訶般若波羅蜜経）
- 第五会 全24分 （556-565巻） - 『八千頌般若経』（四分欠缺）
- 第六会 全17分 （566-573巻） - 『勝天王般若経』（勝天王般若波羅蜜経）/『如来秘密経』
- 第七会 「曼殊室利分」（574-575巻） - 『文殊般若経』（文殊師利所説（摩訶）般若波羅蜜経）
- 第八会 「那伽室利分」（576巻） - 『濡首菩薩経』（濡首菩薩無上清浄分衛経）
- 第九会 「能断金剛分」（577巻） - 『金剛般若経』
- 第十会 「般若理趣分」（578巻） - 『理趣経』
- 第十一会 「布施波羅蜜多分」（579-583巻）
- 第十二会 「持戒波羅蜜多分」（584-588巻）
- 第十三会 「忍辱波羅蜜多分」（589巻）
- 第十四会 「精進波羅蜜多分」（590巻）
- 第十五会 「静慮波羅蜜多分」（591-592巻）
- 第十六会 「般若波羅蜜多分」（593-600巻） - 『善勇猛般若経』（二千五百頌般若経）として知られる[6]。

## 日本での扱い
737年（天平9年）に大安寺の道慈律師が朝廷に対し、大般若経の転読を諸国の年中行事に加えることを願い出て許された。道慈の発願によって大般若経は日本全土に普及することになったが、その発端は大安寺増築の際に雷神が祀られていた木を切ったために落雷が頻発していたので、雷を鎮めるために大般若会を催したところ効果があった、という呪術的なものだった。各地にもたらされた大般若経は神道祭祀や民間信仰に組み込まれ、今日でも祭事の中にその名残を残す地域がある。平安時代以降には貴族の写経や転読が流行したが、その動機の多くは厄祓いや願掛けのためであった。このように、大般若経は土着の宗教観と結びつけて受容された例が非常に多い。
現在日本においては、この600余巻の教典を読経する大般若会が真言・天台等の密教系宗派や禅宗において盛んに行われている。但しこの膨大な教典を完全に読誦することは過去に数例の記録があるのみで、現在は転読と呼ばれる、教典をパラパラとめくっては、般若心経末尾の真言や『転読大般若経中唱文』などを読誦して一巻を読誦したことにする儀典で行われることが多い。
日蓮宗・浄土真宗等を除く、日本の大部分の宗派はこの経をその教義の基礎と位置づけ、依用しているが、当然ながら玄奘以前は旧訳の各種般若経が用いられていた。

## 日本語訳
- 『国訳一切経』 般若部 1-6巻 椎尾弁匡 譯,梶芳光運 校訂 大東出版社 ISBN 978-4-500-00021-0、ISBN 978-4-500-00022-7、ISBN 978-4-500-00023-4、ISBN 978-4-500-00024-1、ISBN 978-4-500-00025-8、ISBN 978-4-500-00026-5